# Armando Acosta Cordero
Armando Acosta Cordero (Taguasco, 15 de noviembre de 1920-La Habana, 5 de octubre de 2009) fue un comandante del Ejército Rebelde (Movimiento 26 de Julio cubano) conocido como «capitán Erasmo Rodríguez», desde muy joven participó en las luchas sindicales, dirigente del Partido Socialista Popular, se incorporó al Ejército Rebelde en la Sierra Maestra y posteriormente integró la Columna 8 Ciro Redondo, con la que contribuyó a liberar, entre otras, a su ciudad natal.

## Biografía
Nació el 15 de noviembre de 1920 en el poblado de Taguasco (ubicado en la actual provincia central de Sancti Spíritus).

### Trayectoria revolucionaria
Desde muy joven participó en las luchas sindicales, fue líder obrero en el Central Tuinicú, en Sancti Spíritus, y dirigente del Partido Socialista Popular en la antigua provincia de Las Villas.
Se incorporó al Ejército Rebelde en la Sierra Maestra y posteriormente integró la Columna n.º 8 Ciro Redondo, con la cual participó en varios combates bajo el mando del comandante Ernesto Che Guevara, contribuyendo a liberar entre otras, su ciudad natal.

### Capitán Erasmo Rodríguez
Entonces Armando Acosta no era conocido con este nombre, sino con el del capitán Erasmo Rodríguez, nombre de guerra por el que se le identificaba, pues el suyo verdadero pertenecía a uno de los luchadores con ideas comunistas más prominentes de la antigua provincia de Las Villas.

Te podrás imaginar que la propaganda contra el comunismo era muy fuerte, y una gran parte de la población lo veía como un imponente y terrible fantasma, por tanto yo no podía aparecer con ese nombre, y esa es la causa por la que llegué a la provincia de Las Villas en la invasión con el nombre de Erasmo Rodríguez.

El grado de capitán lo obtuvo durante la campaña invasora en territorio villareño.

### Liberación de la ciudad de Sancti Spíritus
En Sancti Spíritus se corrió el rumor de que el Che Guevara y Camilo Cienfuegos ―acompañados de un personaje llamado Juana de Arcos, que quería vengar a su familia asesinada por la dictadura―, venían a tomar la ciudad.
El comandante Ernesto Che Guevara le ordenó a Armando Acosta que hostigara Sancti Spíritus: «Le tiras unos tiritos al cuartel y luego te retiras».
Acosta ―al frente de un pequeño grupo de guerrilleros de la Columna n.º 8 Ciro Redondo― se apostó en las cercanías del cuartel de la ciudad.
«Lo que pasó realmente fue que todo el pueblo se convirtió en soldado», explicaría tiempo después Armando Acosta.
La insurrección terminó con la huida de los soldados de Batista el 23 de diciembre de 1958.
El Che no conocía de las dimensiones de la ciudad de Sancti Spíritus. Cuando Armando le avisó que la habían tomado, el Che preguntó:

―¿Y de qué tamaño es esa aldea?

―No es una aldea, Comandante: ¡es la ciudad más grande tomada hasta hoy por el Ejército Rebelde!
El Che no se lo podía creer y acompañó hasta Sancti Spíritus para percatarse de la veracidad. Esa fue la primera visita del Che a territorio espirituano.

### Liberación de Jatibonico
Días después, en los últimos días de diciembre de 1958, mientras estaba en Jatibonico cumpliendo las órdenes de la Comandancia General, el capitán Armando Acosta Cordero ―jefe del Grupo n.º 1 pelotón 6 de la Columna n.º 8 Ciro Redondo―, y el teniente Güil (Wilfredo Alcaga) dispusieron el ataque y la toma de Jatibonico.
El 27 de diciembre de 1958, Wilfredo Güil Alcaga con su grupo ocuparon posiciones en el cementerio al este del cuartel. El capitán Armando Acosta (Erasmo) con Clerencio López Carreira (El Charro) con otro grupo ocupó posiciones en la parte oeste. Estas medidas tomadas por el Ejército Rebelde obligaron al enemigo a concentrar su fuerza en el cuartel.
Todos los grupos estaban bien situados para un ataque directo, pero carecían del armamento adecuado para librar una batalla con éxito. Mientras el pueblo entusiasmado se lanzó la calle brindando su cooperación seguro de la victoria.
Aproximadamente a las 12:00 de la noche se inició el combate a través del fuego y de los gritos de «¡Patria o libertad!, ¡ríndanse!». El enemigo, desconcertado, apenas presentaba resistencia y se podía escuchar la voz de un oficial de apellido Rodríguez arengando a la tropa. Por la actitud de este oficial y las respuestas de los acuartelados, el mando rebelde conoció que entre ellos existían contradicciones.
Los rebeldes que ocupaban la Fábrica de Piensos después de resistir hasta donde les fue posible tuvieron que abandonarla, cayendo en manos del enemigo.
La supuesta victoria inicial envalentonó a los soldados de la tiranía. El combate se hizo cada vez más difícil para el pequeño grupo de combatientes del Ejército Rebelde, que pudieron resistir hasta el amanecer, gracias a la ayuda recibida por un grupo de combatientes de la clandestinidad dirigidos por Fermín Fernández y Onelio Olivera, que se incorporaron a la lucha.
El capitán Armando Acosta había ordenado que en caso de alguna situación imprevista, todos los combatientes debían retirarse para una casa de vaquería cerca de Pelayo que sería el punto de contacto para adoptar la estrategia a seguir en lo adelante (Vaquería de Escobio).
A las 8:00 a. m. del día 28 de diciembre de 1958, el capitán Armando Acosta dio instrucciones sobre la táctica que debía emplearse, se enteró de que un grupo de soldados de Batista salieron de sus madrigueras y entraron en la ciudad llevando como rehenes a un grupo de ciudadanos que se encontraban presos, mientras que los «manferreristas» ―encabezados por un individuo al que apodaban Pato de Ganso― saquearon la joyería Westinghouse y algunos bares de la ciudad. Ante esta situación, los rebeldes asaltaron la ciudad obligándolos a refugiarse nuevamente en su guarida.
Apoyando el refuerzo recibido desde Camagüey, la aviación se dedicó a bombardear y ametrallar los alrededores de la ciudad donde suponían situados los que se encontraban al sur del cuartel de la Guardia rural. Por la tarde se incorporó a la aviación una avioneta que fue derribada por la deficiente artillería rebelde. El enemigo quedó nuevamente sitiado dentro del cuartel imposibilitados de salir debido a que los rebeldes habían tomado nuevas posiciones desde donde podían continuar con mayor efectividad y mejor protegidos.
Ese mismo día 28 de diciembre por la tarde, el capitán Armando Acosta es informado de que por la carretera central, entre el km 1 y el km 4 se encontraba el capitán San Luis (Eliseo Reyes Rodríguez), que venía con refuerzos en su apoyo.
Mientras que desde Ciego de Ávila, refuerzos de la tiranía trataban de entrar en la ciudad, el capitán San Luis al frente de su tropa los atacó y logró dispersarlos, tomándoles dos camiones blindados, armas y parque.
Durante la acción, los hermanos Roberto (14) y Rolando Santos Perdomo (18) y otro joven de Cabaiguán, que venían a incorporarse a los hombres del capitán San Luis, fueron muertos por los batistanos.
Por la tarde un cabo del ejército de Batista trata de entrar a la ciudad en una moto. Al no obedecer la orden de alto dada por los rebeldes, le dispararon y causaron baja.
El día 29 de diciembre por la mañana, Armando Acosta y Clerencio López (El Charro) se reunieron con el capitán San Luis en el lugar conocido como el Crucero de Barquero en la Carretera Central, donde acordaron las acciones de las siguientes horas, entre ellas rompieron un tramo de la carretera entre Ciego de Ávila y Jatibonico. Esta misión fue cumplida por Moncada (Enrique Díaz Díaz) empleando un buldózer.
El día 2 de enero de 1959, el capitán Acosta ordenó traer desde Sancti Spíritus dos carros de los utilizados por los bomberos cargados de gasolina y los sitúa cerca del cuartel. Se produce una nueva tregua, posteriormente aceptaban la rendición cayendo en poder de los rebeldes todo el armamento del ejército de la tiranía.

### Ascenso a comandante del Ejército Rebelde
Después de la liberación de Sancti Spíritus, el Che le comenta: «Armando, me parece que por tus acciones ya puedes ser comandante». Le escuchó, pero parecía que era sólo una apreciación suya, no una orden de ascenso, además no creía que realmente lo merecía. Seguía con los grados de capitán, incluso, hasta después del triunfo de la revolución (en enero de 1959).
Un día de enero de 1959 el Che lo mandó a buscar con premura a la Fortaleza San Carlos de la Cabaña, en La Habana. Armando iba preocupado y se decía: «Caramba, ¿qué error habré cometido para que el argentino [como le decían al Che], me mandara a buscar con tanta urgencia?».
Cuando se presentó frente al Che, este le dijo con disimulado enfado: «Armando, eres la única persona que en la guerra te ascienden a comandante y que no usa los grados. Chico, ¿tú no quieres ser comandante?». Sorprendido, Armando le explicó que no conocía del ascenso. Entonces el Che le recordó la conversación que habían tenido en Sancti Spíritus, que él consideró como su ascenso a ese grado militar.

### Responsabilidades
Con el triunfo de la Revolución cubana, en enero de 1959, el poder revolucionario establecido en Jatibonico recibió como herencia un aparato estatal burgués que desde 1902 había dirigido los destinos del territorio, y no era otra cosa que el reflejo del régimen neocolonial existente en Cuba.
Armando Acosta Cordero fue jefe del contingente que construyó la Ciudad Escolar, en Las Mercedes, y posteriormente secretario del PURS en la provincia de Oriente.
Entre otras responsabilidades, Armando ―como lo llamaba con cariño el pueblo espirituano― ostentó la condición de miembro del Comité Central del Partido, miembro Suplente del Buró Político, diputado a la Asamblea Nacional del Poder Popular y coordinador nacional de los Comités de Defensa de la Revolución (CDR).

### Fallecimiento
Falleció en La Habana el 5 de octubre de 2009, a los 88 años.
Atendiendo a su voluntad, sus restos fueron cremados y sus cenizas fueron depositadas en el Mausoleo del Frente de Las Villas, en la ciudad de Santa Clara.